# Platon Kostjuk

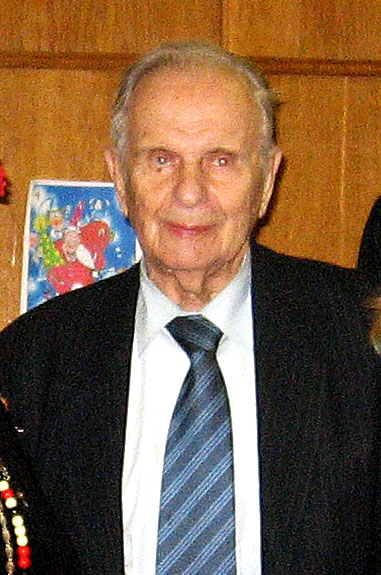
Platon Kostjuk Ende 2007

Platon Hryhorowytsch Kostjuk (ukrainisch Платон Григорович Костюк, russisch Платон Григорьевич Костюк/Platon Grigorjewitsch Kostjuk; * 20. August 1924 in Kiew, Ukrainische SSR; † 10. Mai 2010 in Kiew, Ukraine) war ein ukrainisch-sowjetischer Politiker, Neurophysiologe und Biophysiker.

## Leben
Platon Kostyuk kam als Sohn des ukrainischen Psychologen Hryhorij Kostjuk in Kiew zur Welt. Er schloss das Gymnasium 1941 mit Beginn des Deutsch-Sowjetischen Krieges ab, wo er als ukrainischer und russischer Muttersprachler noch Deutsch und Englisch lernte. Danach fing er ein Biologie- und Philologiestudium an der Universität Stalingrad an. Mit Vorrücken der Wehrmacht wurde er nach Sibirien evakuiert, wo er bis 1945 Medizin studierte und ein halbes Jahr zum militärischen Sanitätsdienst eingezogen wurde. Zum Studium an der Nationalen Taras-Schewtschenko-Universität in Kiew wurde Kostjuk demobilisiert und studierte dort bis 1946 an der Fakultät für Biologie. Anschließend war er bis 1949 am Kiewer Medizinischen Institut O. O. Bohomolez tätig, wo er als Kandidat der Biologischen Wissenschaft abschloss.
1956 wurde er Leiter des Instituts für Tierphysiologie an der Universität Kiew. 1957 promovierte er in biologischen Wissenschaften, und 1960 wurde ihm der akademische Titel Professor verliehen.
Ab 1958 leitete er die Abteilung für Allgemeine Physiologie des Nervensystems des Instituts für Physiologie O. O. Bohomolez der Akademie der Wissenschaften der Ukrainischen SSR und 1966 wurde er Direktor des Instituts. Von 1992 an war er Direktor des Internationalen Zentrums für Molekulare Physiologie der Nationalen Akademie der Wissenschaften der Ukraine.
Von 1975 an war er Abgeordneter der Werchowna Rada der Ukrainischen SSR und zwischen 1985 und 1990, in Nachfolge von Kostjantyn Sytnyk, deren Parlamentspräsident.
Von 1999 bis 2004 war er Mitglied des Präsidiums der Nationalen Akademie der Wissenschaften der Ukraine.
Kostjuk war Autor von mehr als 700 wissenschaftlichen Publikationen, darunter 13 Bücher und 3 Lehrbücher. Er starb 86-jährig in Kiew und wurde auf dem Baikowe-Friedhof beerdigt.

## Akademiemitgliedschaften
Neben der Mitgliedschaft an der ukrainischen Akademie der Wissenschaften war Kostjuk Mitglied folgender Akademien:
- Nationale Akademie der Medizinischen Wissenschaften der Ukraine (seit 25. März 1994)
- New York Academy of Sciences (seit 1994)
- Akademie der Wissenschaften der Tschechischen Republik (seit 1990)
- Ungarische Akademie der Wissenschaften (seit 1990)
- Academia Europaea (seit 1991)[6]
- Russische Akademie der Wissenschaften (seit 1974)
- Deutsche Akademie der Naturforscher Leopoldina, Sektion Biochemie und Biophysik (seit 1966)[7]

## Ehrungen
Platon Kostjuk erhielt zahlreiche Ehrungen. Darunter:
- 15. Oktober 2009 wurde ihm der Titel "Ehrendoktor der Nationalen Taras-Schewtschenko-Universität Kiew verliehen[8]
- 16. Mai 2007 wurde ihm der Titel Held der Ukraine verliehen[4]
- 26. November 2003 erhielt er den Ehrentitel Verdienter der Wissenschaften der Ukraine[4]
- Dezember 2000 polnischer Sankt-Stanislaus-Orden dritter Klasse[4]
- 26. November 1998 wurde ihm der Orden des Fürsten Jaroslaw des Weisen 5. Klasse verliehen[4]
- 19. August 1993 Verdienstorden der Ukraine 3. Klasse[4]
- Zweimal den Staatspreis der Ukraine in Wissenschaft und Technologie (19. Dezember 1992 und 23. Dezember 2003)[4]
- 17. August 1984 wurde er zum Held der sozialistischen Arbeit ernannt[4]
- Zweimal der Leninorden (1981 sowie am 17. August 1984)[4]
- 1983 Staatspreis der UdSSR
- Zweimal der Orden des Roten Banners der Arbeit (1967 und 1974)[4]